# Центросибирь
Центросиби́рь (Центральный исполнительный комитет Советов Сибири, ЦИК Советов Сибири) — руководящий орган советской власти в Сибири и Дальнем Востоке, созданный 5 ноября 1917 года на I Всесибирском съезде Советов, прекратил свою работу 28 августа 1918 года решением конференции партийных, советских и военных работников на ст. Урульга.

## Создание Центросибири
Центросибирь была создана 23 октября на 1917 года I Всесибирском съезде Советов (16—23 октября 1917), которому предшествовало общесибирское совещание большевиков. На съезде присутствовало около 185 делегатов, которые представляли 70 Советов от Тюмени до Владивостока включительно, председателем съезда стал большевик А. И. Окулов. Съезд обсудил текущий момент; вопросы тактики Советов и обороны Республики; доклады с мест и выборы в Учредительное собрание; рабочий, аграрный, транспортный и продовольственный вопросы; сибирское областничество и оргвопрос.
Съезд принял решение о необходимости немедленного перехода власти к Советам, он обратился к рабочим, солдатам и крестьянам с обращением, в котором призвал сплотиться вокруг Советов. Не позднее 20 ноября 1917 года Центросибирь отправила телеграфное сообщение в адрес ВЦИК о своем составе: председателем стал большевик Борис Шумяцкий, товарищем председателя эсер-интернационалист Роберт Эйдеман, а всего в составе ЦИК Советов Сибири было (не считая оставленных пяти мест для правых эсеров и меньшевиков-интернационалистов): 9 большевиков, 2 эсера-интернационалиста, по одному синдикалисту, эсеру-максималисту и левому эсеру.
21 ноября вышла основная газета ЦИКа Советов — «Известия Центросибири». В тот же день в Иркутске был создан ВРК во главе с новым председателем Иркутского объединенного Совета рабочих и солдатских депутатов Я. Янсоном. Председатель Центросибири телеграфировал Ленину: 

 Товарищ Ильич! На днях в Сибири пала последняя твердыня соглашательства и осиное гнездо церетелевщины — г. Иркутск. Избран Военно-революционный комитет, организующий переход власти в руки Советов… 

## Триумф Советов
21 ноября Центросибирь обратилась с призывом создавать новые Советы, где их нет, и упрочивать местные Советы. На 3 декабря ЦИК Советов Сибири объявил день сибирских Советов, в ходе которое будут организованы сборы на укрепление фонда рабочей и крестьянской обороны. Прошедший в тот же день пленум Центросибири поручил Красноярскому объединенному Совету депутатов не позднее 28 декабря создать Чрезвычайный съезд крестьянских депутатов; Окружному бюро Советов Восточной Сибири поручилось провести 7 января Восточно-Сибирский съезд Советов, а общесибирский съезд Советов планировалось созвать 15 января 1918 года.
25 ноября была установлена повестка дня II Общесибирского съезда и Восточносибирского съезда Советов. На следующий день в газете «Известия Центросибири» вышло сообщение о результатах выборов в Учредительное собрание: общее количество избирателей 30380 человек, за список социал-демократов большевиков № 7 проголосовало 11145 человек, за список социалистов-революционеров № 1 — 9908 человек, за список кадетов № 4 — 5669 человек.
К началу декабря обстановка в Иркутске накалилась до предела: 5 декабря прошли перевыборы Совета, начинается саботаж со стороны служащих, наконец 8 декабря начинаются кровопролитные бои в ходе которых ВРК принял решение начать мирные переговоры и 17 декабря был создан коалиционный губернский Совет. После этого начались разногласия среди большевиков, приведшие к тому, что 19 декабря Окружное бюро Советов объявляет себя высшей властью в Иркутске и создает Военно-окружной комитет из 5 человек (2 большевика, 2 меньшевика и 1 левый эсер).
26 декабря на совместном заседании Центросибири, Окружного бюро Советов Восточной Сибири и Иркутского Совета депутатов было решено создать комитет советских организаций Восточной Сибири, которое должно было стать единым органом власти и управления в Иркутской губернии и Восточно-Сибирском округе. Комитет советских организаций возглавил большевик Я. Янсон.
На 27 января 1918 года было создано 29 Советов рабочих, солдатских и крестьянских депутатов Восточной Сибири. В период с 29 января по 16 февраля работал III съезд Советов Восточной Сибири, на котором из 45 делегатов было 27 большевиков и 7 левых эсеров, вместо Окружного бюро Советов был избран областной исполком Советов Восточной Сибири во главе с большевиком Я. Янсоном, съезд провозгласил советскую власть в крае.

## Государственное строительство
16 февраля 1918 года в Иркутске открылся II Всесибирский съезд Советов рабочих, солдатских, крестьянских и казачьих депутатов, на котором 202 делегата представляли 72 Советов. И на нем видно усиление фракций большевиков (123 делегата) и левых эсеров (53 делегата, на I съезде в октябре 1917 года их было 35 человек), создана фракция эсеров-максималистов из 6 человек, ослаблены позиции правых эсеров их осталось всего 7 человек (на I съезде в октябре 1917 года их было 50 человек). Съезд одобрил деятельность Центросибири и утвердил «Проект организации Советской власти в Сибири», «Проект организации Красной армии и Красной гвардии Сибири», принял ряд резолюций и воззваний.
II Всесибирский съезд Советов принял также резолюцию о мире, в которой говорилось: 

 III. От имени Сибирской советской республики второй Всесибирский съезд Советов заявляет, что он не считает себя связанным мирным договором, если таковой заключит Совет Народных Комиссаров с германским правительством. Посылая свой братский привет борющемуся революционному пролетариату Австрии и Германии, съезд выражает твёрдую уверенность бороться до конца за интернациональный социалистический мир. — Борьба за власть Советов в Иркутской губернии (октябрь 1917 г. — июль 1918 г.): сборник документов. — С. 214—215.
Съезд избрал новый состав ЦИК Советов Сибири из 46 человек во главе с Б. З. Шумяцким, из которых большевиков — 25, левых эсеров — 11, эсеров-максималистов — 4, анархистов — 4, социал-демократов интернационалистов — 2, после съезда были кооптированы еще несколько человек. Также съезд избрал Сибирский Совет народных комиссаров из 11 большевиков и 4 левых эсеров во главе с Борисом Шумяцким, но он просуществовал недолго, и все его функции перешли к многочисленным отделам Центросибири.
28 февраля новым председателем Центросибири стал председатель Западно-сибирского исполкома Советов Н. Яковлев. 1 марта 1918 года был утверждён президиум Центросибири из 5 человек. В этот период формируются отделы или комиссариаты Центросибири, также отмечалось, что Советы порой действуют вразброд, не подчиняются Сибирскому ЦИК и часто нарушают общую линию поведения. В частых заседаниях Центросибири обсуждались военные и продовольственные вопросы, вопросы с двоевластием в Якутске, создание отрядов Красной армии, а президиум Центросибири ежедневно принимал резолюции, указания и инструкции.

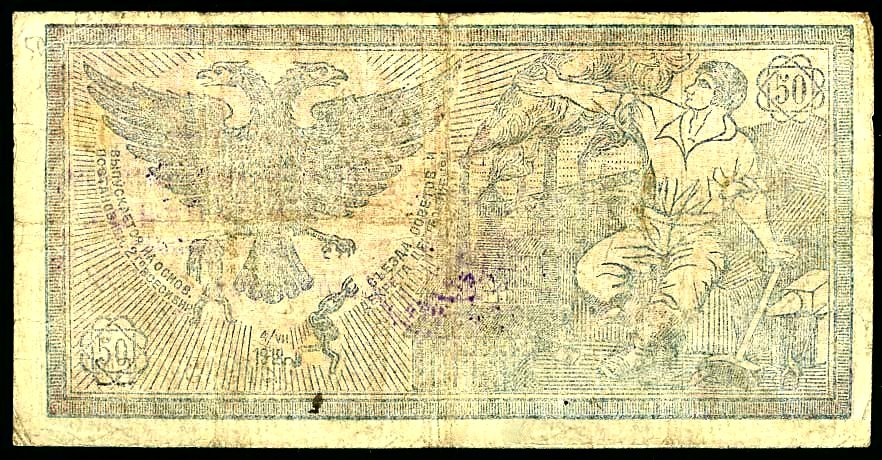
50-рублёвая банкнота Центросибири («кузнец»), реверс

Центросибирь образовала Сибирский совет внешней торговли, была создана спецкомиссия по разгрузке дальневосточных грузов, велись разработки новых транспортных магистралей и восстановления работы предприятий.
5 апреля 1918 года была принята резолюция с протестом против интервенции, в ней сообщалось о введении военного положения в Сибири и создании Сибирского военно-революционного штаба. Также был создан Сибвоенкомат объединивший Омский, Иркутский и Приамурский военные округа во главе с прапорщиком П. Н. Половниковым, начальником главного штаба стал бывший генерал А. А. Таубе. В середине апреля начали свою работу курсы комсостава, началось создание интернациональных отрядов. В апреле-мае создаётся Сибирская ЧК во главе с И. С. Постоловским.
Весной 1918 года был создан Забайкальский или Даурский фронт, войска которого во главе с С. Г. Лазо вели бои с войсками атамана Семёнова, 8 мая вышел декрет Центросибири в котором Семёнов объявлялся врагом народа, стоящим вне закона.

## Падение Центросибири

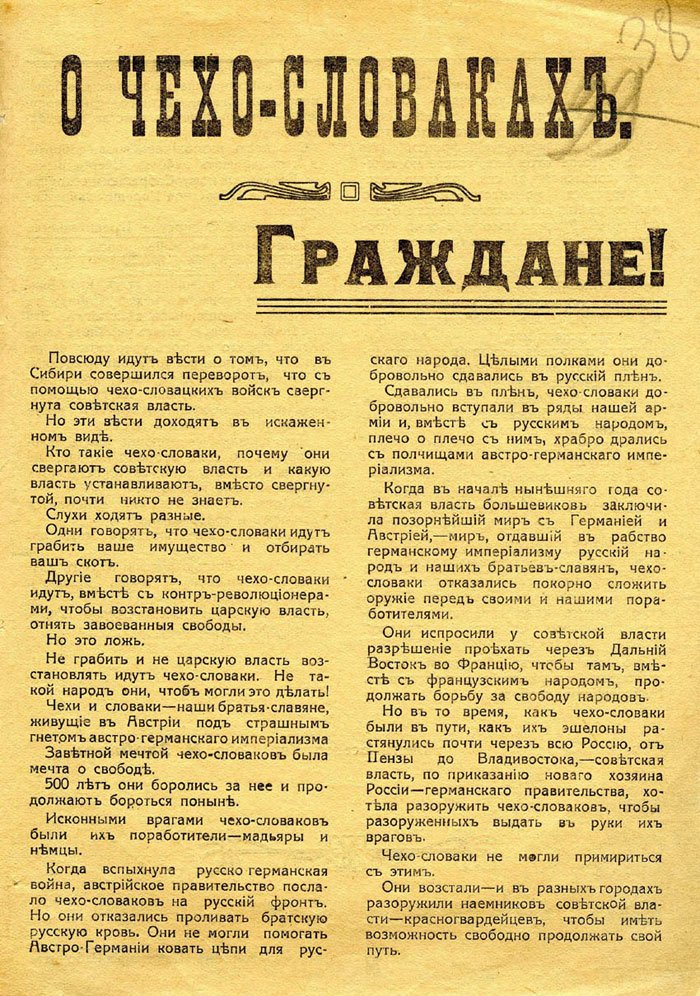
Белогвардейская агитационная листовка в поддержку чехословацких легионеров

С Чехословацким корпусом первоначально велись переговоры и предпринимались все меры для скорейшего продвижения корпуса на восток. Но 26 мая 1918 года Центросибирь приняла решение о разоружении чехословацких эшелонов, прибывавших на станцию Иннокентьевская. В 15 часов на станции Иркутск завязался бой между чехословацкими легионерами и отрядами красноармейцев и интернационалистов. В результате боёв погибло 50 человек. После переговоров противник сложил оружие и освободил здание вокзала. Бои происходили и в районе железнодорожного моста через р. Иркут. 27 мая делегацией Центросибири был заключён мирный договор с белочешскими представителями. Центросибирь приняла решение создать Сибирское верховное командование для руководства военными действиями.
13 июня Центросибирь констатировала, что уже пал Нижнеудинск, и вся линия от него до Канска в руках чехов. 24 июня был заключён договор об условиях для мирных переговоров с чехами, но он был затем отвергнут, и бои продолжились. В этот же период силы Центросибири были ослаблены посылкой отряда в Якутск для установления там советской власти.
1 июля президиум Центросибири обратился к населению Иркутска с призывом не верить слухам о бегстве всех советских организаций из Иркутска. 11 июля советские войска оставили Иркутск, Центросибирь эвакуировалась в Верхнеудинск. После отхода войск от Иркутска велись бои на Прибайкальском и Забайкальских фронтах. Состояние войск было не устойчивое, дисциплина слаба, отряды действуют по своей указке без единого плана — так описывал состояние войск комфронта П. К. Голиков в своих первых приказах.
Не сумев наладить взаимодействие с Дальсовнаркомом, Центросибирь обращалась к населению с призывом помочь её войскам. 9 августа 1918 года Центросибирь указывала, что необходимо продолжать сопротивление и обсуждала сепаратизм Дальсовнаркома, также она рекомендовала создать единый военный орган для ведения боевых действий на три фронта. 16 августа началась эвакуация в Читу, Верхнеудинск пал 20 августа.
21 августа был воссоздан Сибирский совнарком. В Чите была сделана последняя попытка сплотить Советы и продолжать борьбу, но и Читу советские войска оставили 26 августа. 28 августа состоялась конференция руководящих партийных, советских и военных работников на станции Урульга. Конференция решила ликвидировать Сибирский совнарком, был создан временный ВРК которому было поручено снабдить всем необходимым уходящих в леса интернационалистов, борьбу организованным фронтом прекратить и перейти к борьбе всеми легальными и нелегальными методами.